# Калуш Руслан Петрович
Русла́н Петро́вич Ка́луш (1980—2014) — сержант, Збройні сили України, учасник російсько-української війни.

## Життєпис
Народився 1980 року в селі Озерце (Ківерцівський район, Волинська область). Навчався в Жидичинській школі з 1990 по 1995 рік.
У часі війни мобілізований, командир відділення, водій, 51-ша окрема механізована бригада.
1 серпня 2014-го загинув — автомобіль ГАЗ-66 підірвався на міні та перекинувся. Бійці попали в засідку, терористи розстрілювали поранених. Тоді ж загинули капітан Андрій Задорожний, молодший сержант Андрій Курочка, старші солдати Сергій Дармофал, Михайло Котельчук, Сергій Кушнір.
Похований у селі Озерце 7 серпня 2014-го з військовими почестями. Вдома лишилися мама Галина Борисівна, сестра, племінниці, дружина та син Андрій 2003 р.н.

## Нагороди та вшанування
За особисту мужність і героїзм, виявлені у захисті державного суверенітету та територіальної цілісності України, вірність військовій присязі під час російсько-української війни
- нагороджений орденом «За мужність» III ступеня (4.6.2015, посмертно)
- його портрет розміщений на меморіалі «Стіна пам'яті полеглих за Україну» у Києві: секція 2, ряд 3, місце 17
- 13 жовтня 2016 року на фасаді Жидичинської школи урочисто відкрито та освячено меморіальну дошку Руслану Калушу.[3]